# Оранта
Ора́нта (лат. Orans — Молящая) — один из основных иконографических типов изображения Богоматери, представляющий Её с поднятыми и раскинутыми в стороны руками, раскрытыми ладонями наружу, в традиционном жесте заступнической молитвы.

## История

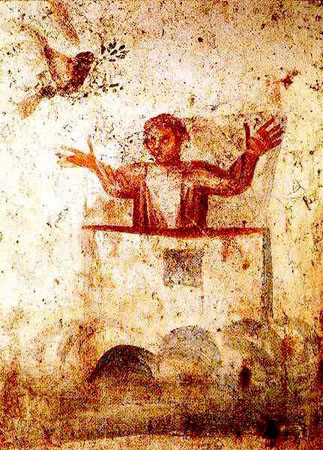
Ноев ковчег. Катакомбы Марцеллина и Петра, Рим. III—IV века

Оранта восходит к искусству Древнего Египта и Месопотамии, изображениям фигуры человека с поднятыми руками, символическому образу молящей души. В античном искусстве подобные фигуры в позе адоранта (лат. adoratio — обожание, поклонение) расценивали в качестве символа верности и благочестия, в заупокойном культе — мольбы о прощении и ниспослании дара небес.
Такие изображения встречаются на рельефах древнеримских саркофагов. В росписях римских катакомб известно около ста пятидесяти изображений мужских и женских фигур с воздетыми в молитвенном движении руками. С IV века изображение типа Оранта приобретает индивидуализированный характер и начинает воспроизводиться как изображение конкретных святых.
Самые ранние изображения Богоматери Оранта относятся к VI веку (например, в составе сцены «Вознесение» в Евангелии Рабулы, Библиотека Лауренциана, Флоренция).
В искусстве коптов V—VI веков, в раннехристианском и византийском искусстве XII—XIII веков происходила постепенная контаминация образа античного адоранта и молящейся Богоматери-Диакониссы с распростёртыми руками, символизирующей Церковь.
Академик Борис Рыбаков выявил фигуру языческого бога в виде адоранта на наконечнике ремня из кургана № 27 в Гнёздове.
В истории христианского искусства постепенно утвердилось представление о Деве Марии — служительнице Иерусалимского храма (Введение во храм Пресвятой Богородицы) и соотнесение этого образа с Церковью Земной, возносящей к Богу Отцу молитву о заступничестве за род человеческий (Агиосоритисса). Вначале Богоматерь Оранту изображали с непокрытой головой, затем с мафорием и нимбом.
Иконография Богоматери Оранты получила широкое распространение в искусстве Византии в послеиконоборческий период. Конха апсиды становится традиционным местом для расположения мозаичного или фрескового изображения Оранты.

## Особенности и эпитеты
От прочих иконографических типов изображения Богородицы Оранту отличает величественность и монументальность. Её поза статична, композиция симметрична.
Образ Богоматери Оранта в апсидах храмов может быть также связан с темой Второго пришествия Иисуса Христа.
Один из эпитетов, присваиваемых изображению Оранта — «Нерушимая Стена» (по тексту греческого стиха акафиста Богородице: «Царствия нерушимая стена…»). Ещё один эпитет — Платитера (из др.-греч. Πλατυτέρα — Широкая), в русском варианте: «Ширшая небес».

## Сохранившиеся монументальные изображения
В апсиде Софийского собора в Киеве (XI век) находится одно из известнейших мозаичных изображений Оранты (высота фигуры 5,45 м) — Нерушимая Стена.
Подобные изображения имеются в монастыре Неа-Мони на острове Хиос (Греция), в соборе Чефалу на острове Сицилия (1148), в мозаике люнета церкви Успения Богородицы в Никее (1065—1067), в росписи церкви Спаса Нередицы в Новгороде Великом (1199, сохранились фрагменты).

## Иконография
В XII—XIII веках в византийском и древнерусском искусстве сложился образ Богоматери «Оранта Великая Панагия» (др.-греч. Παναγία — Всесвятая). Её изображали в позе Оранты с символом Зна́мения — образом Эммануила (ивр. עמנואל‎ — «С нами Бог») в круглом медальоне.
На иконах Знамения Богородица может изображаться в полный рост, как, к примеру, на «Ярославской Оранте Великой Панагии», либо по пояс, как на Новгородской иконе «Знамение» и Курской Коренной иконе. К иконографии Оранты также относится Мирожская икона.
В иконописи изображения Богородицы Оранты без Младенца встречаются редко. Этот образ входит в состав сложных композиций, например, в иконографии праздников Вознесения или Покрова.
Развитием иконографии Знамения стали композиции икон, известных под названием «Неупиваемая Чаша». 
Русский художник начала XX века К. С. Петров-Водкин в 1914—1915 годах написал необычную картину «Богоматерь Умиление злых сердец», представляющую оплечное изображение Богородицы в ярко-алом мафории с поднятыми руками в позе Оранты.

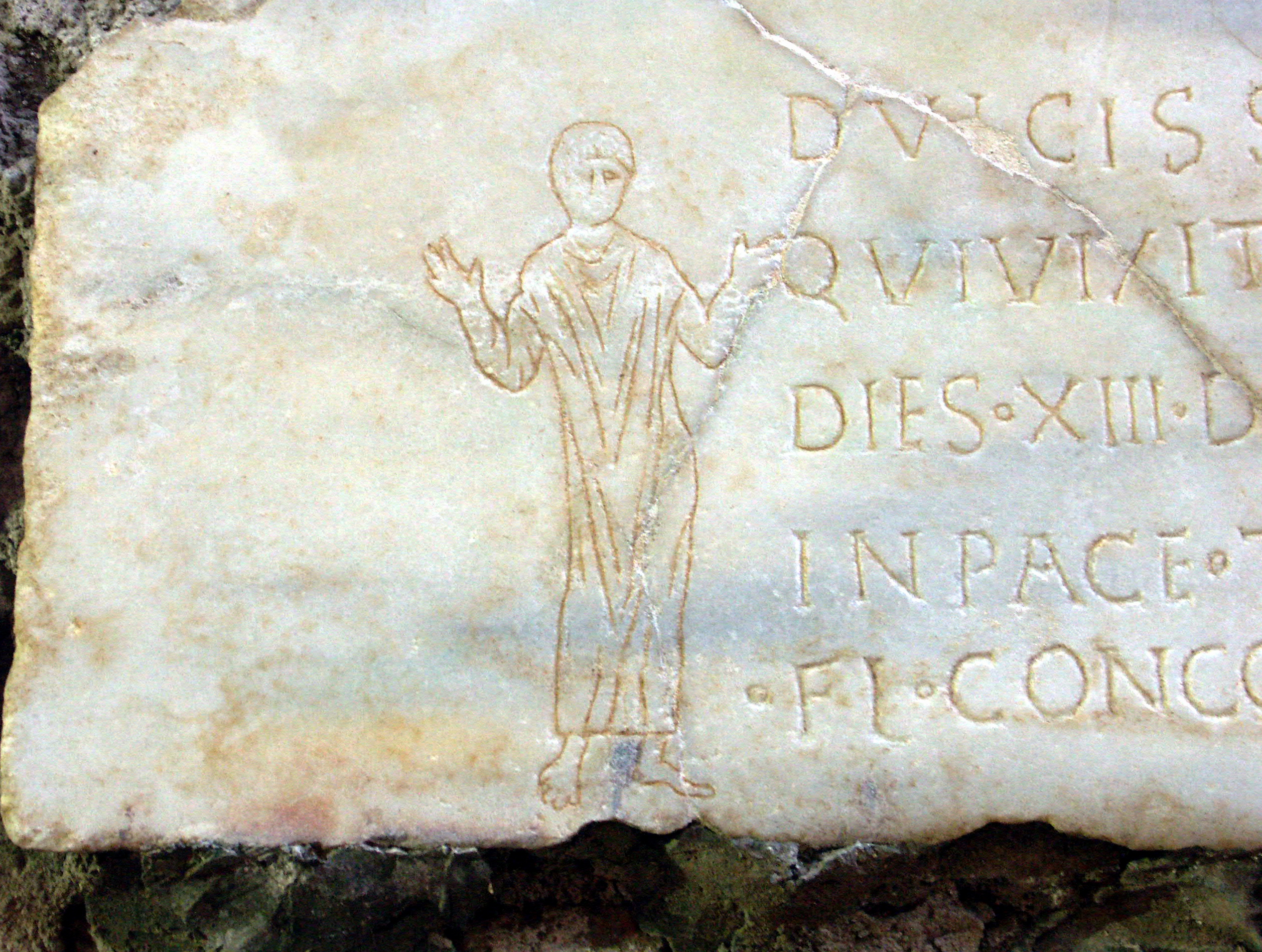
Изображение адоранта в катакомбах Домитиллы, Рим
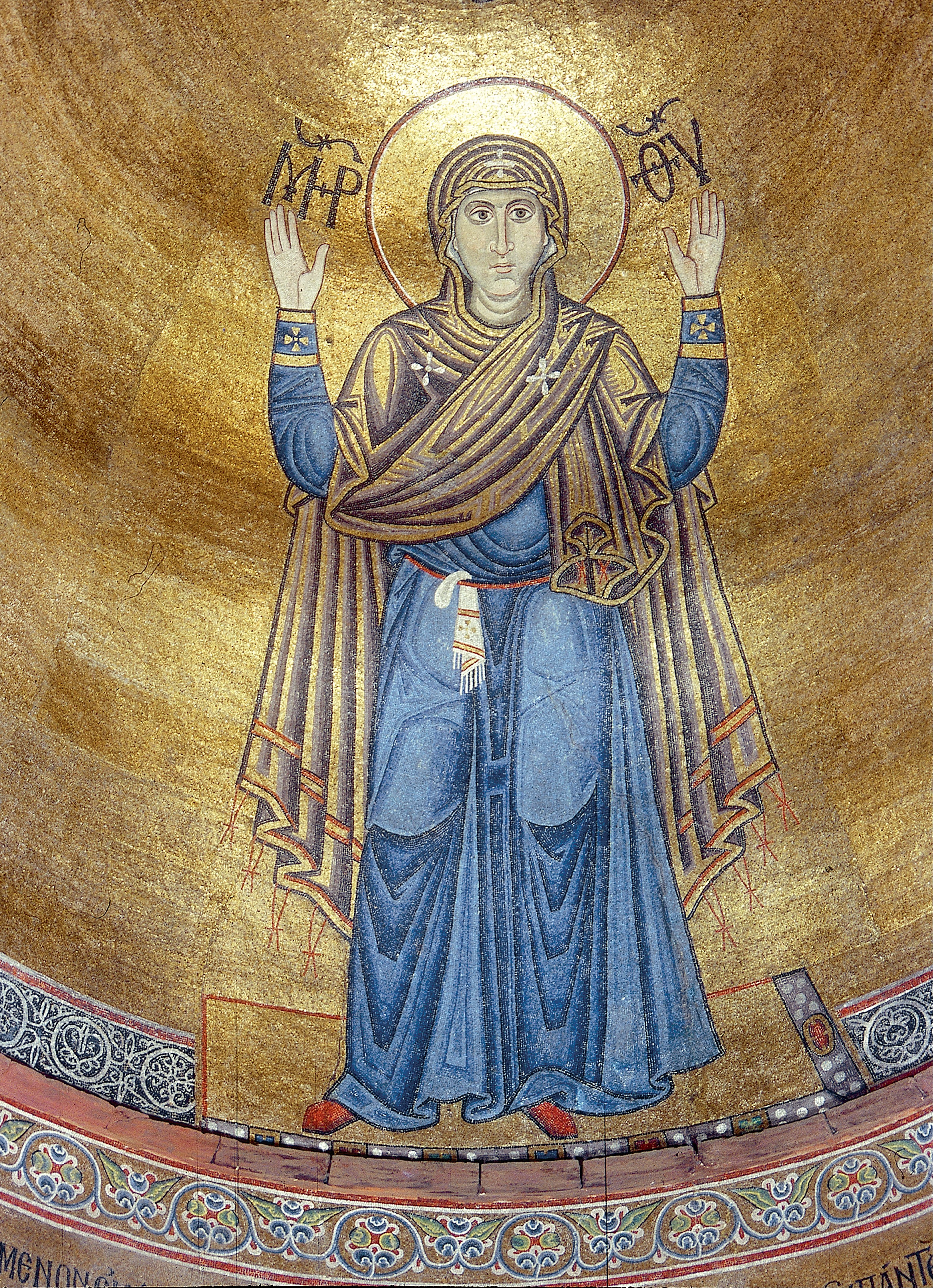
«Оранта Нерушимая стена». Мозаика. 1037. Собор Св. Софии, Киев
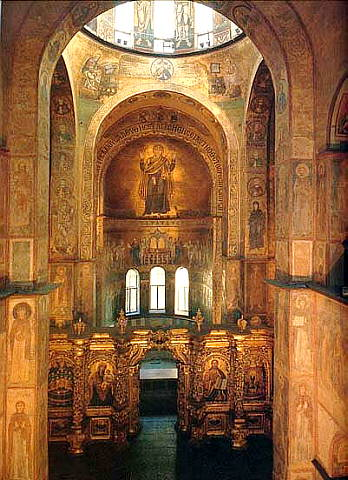
Оранта в конхе апсиды Софийского собора в Киеве
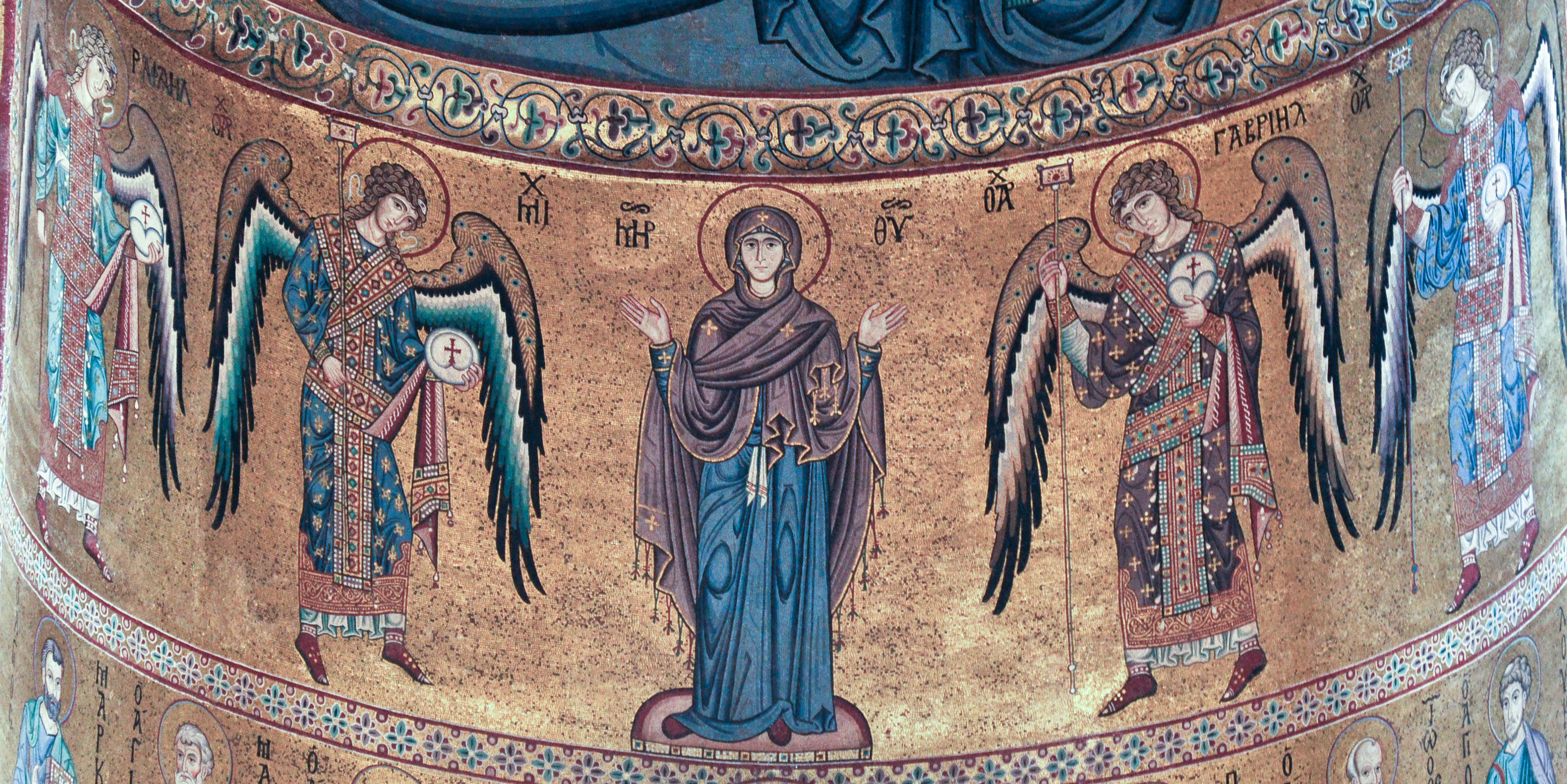
Оранта. Мозаика апсиды собора в Чефалу, Сицилия. 1148
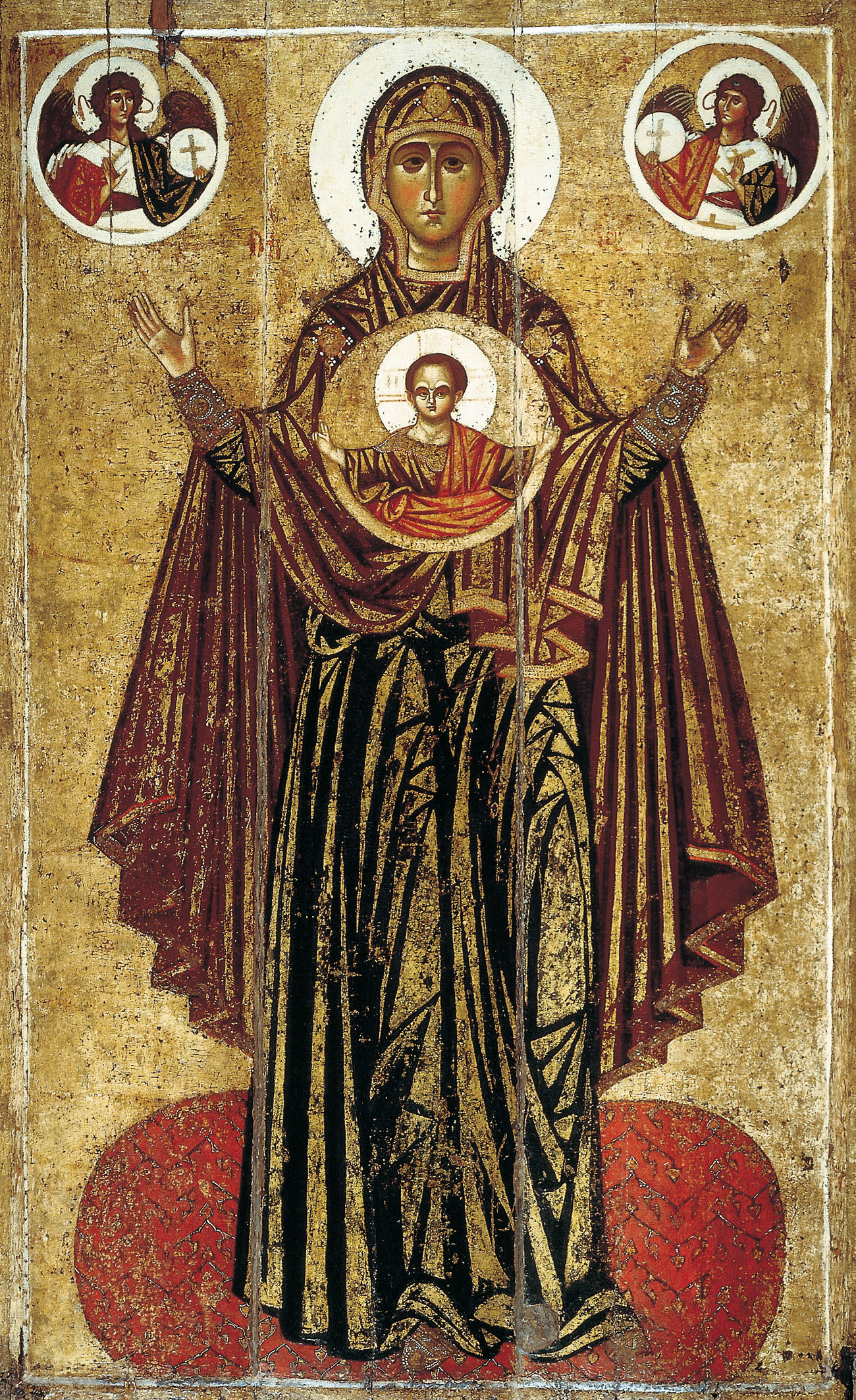
Ярославская Оранта Великая Панагия из Спасо-Преображенского собора в Ярославле. Около 1218. Государственная Третьяковская Галерея, Москва
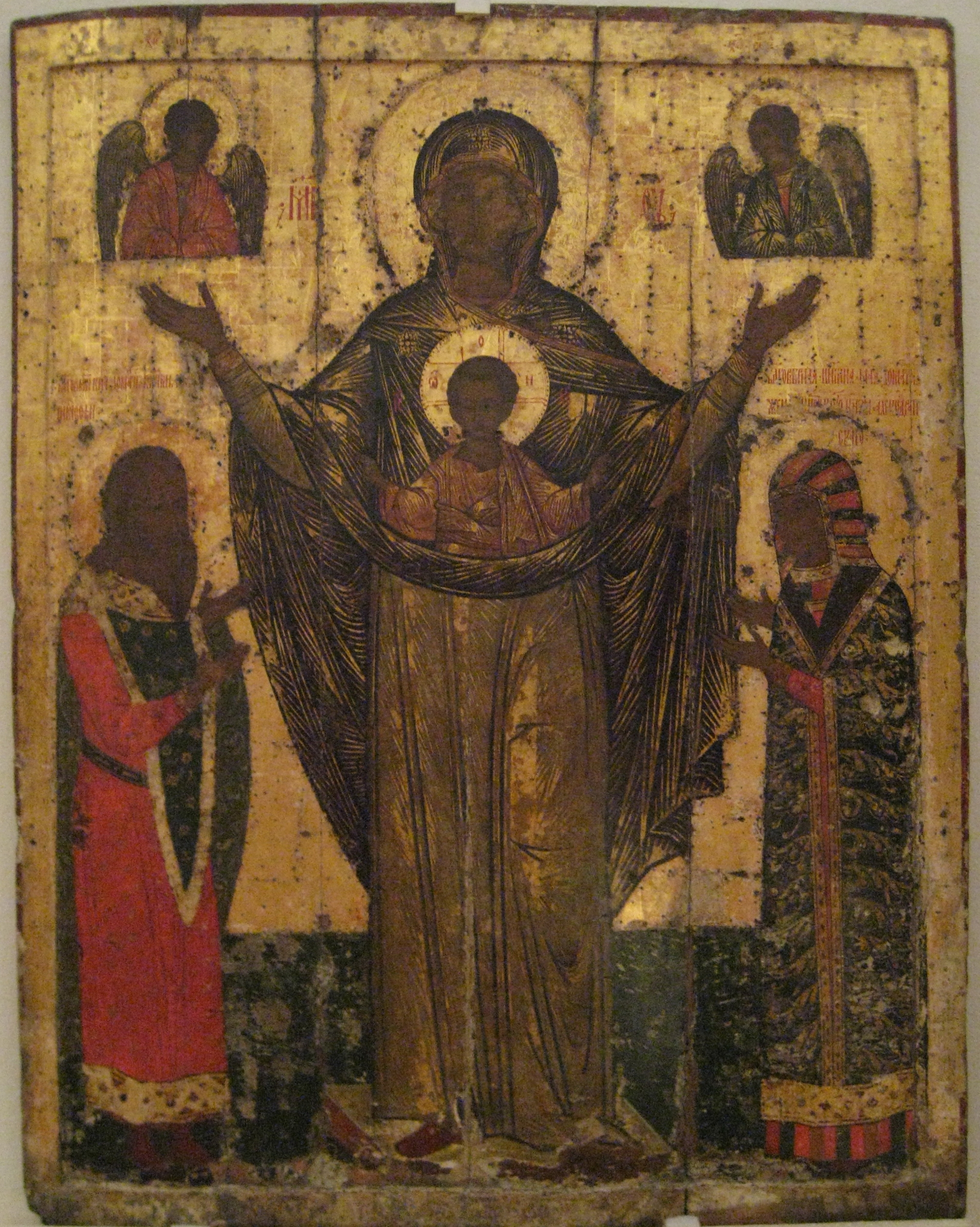
Богоматерь Оранта. 1583 год. Из Спасо-Преображенского собора Мирожского монастыря во Пскове. Псковский музей
Икона Божией Матери «Знамение». Вторая четверть XII века. Софийский собор, Великий Новгород
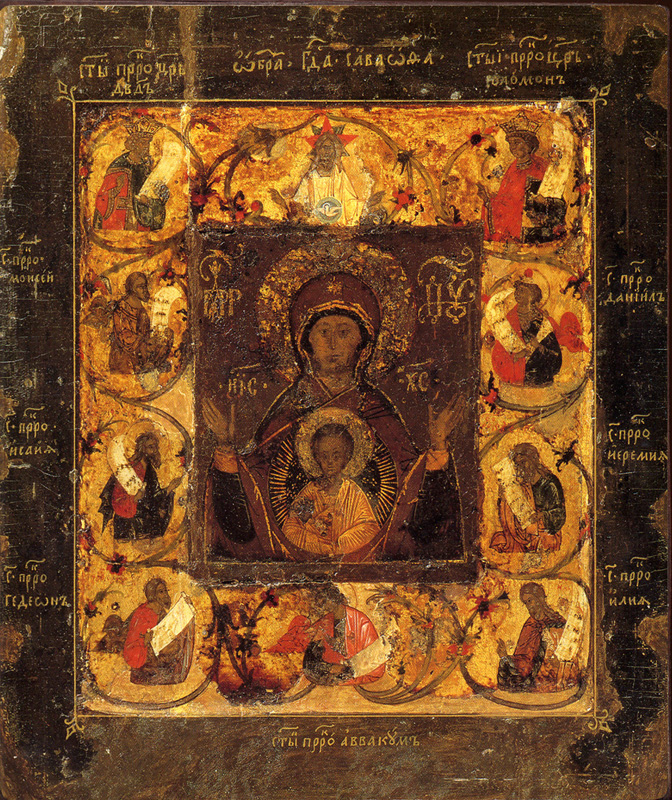
Курская-Коренная икона Богородицы Знамение. Около 1295 года. Синодальный Знаменский собор Русской православной церкви, Нью-Йорк, США.
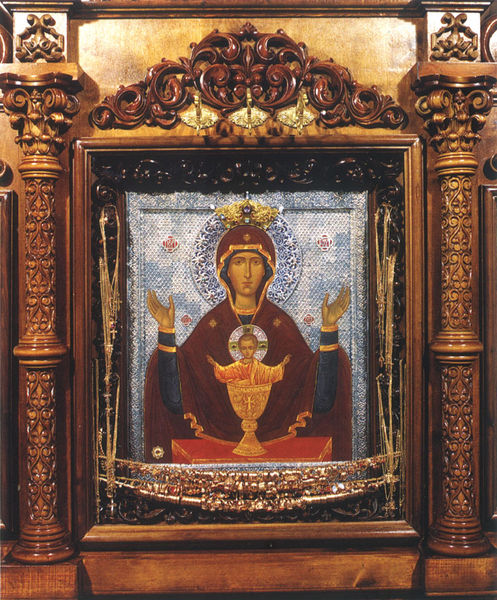
Икона Неупиваемая Чаша из Введенского Владычного монастыря в Серпухове. 1878 год. Высоцкий монастырь, Серпухов
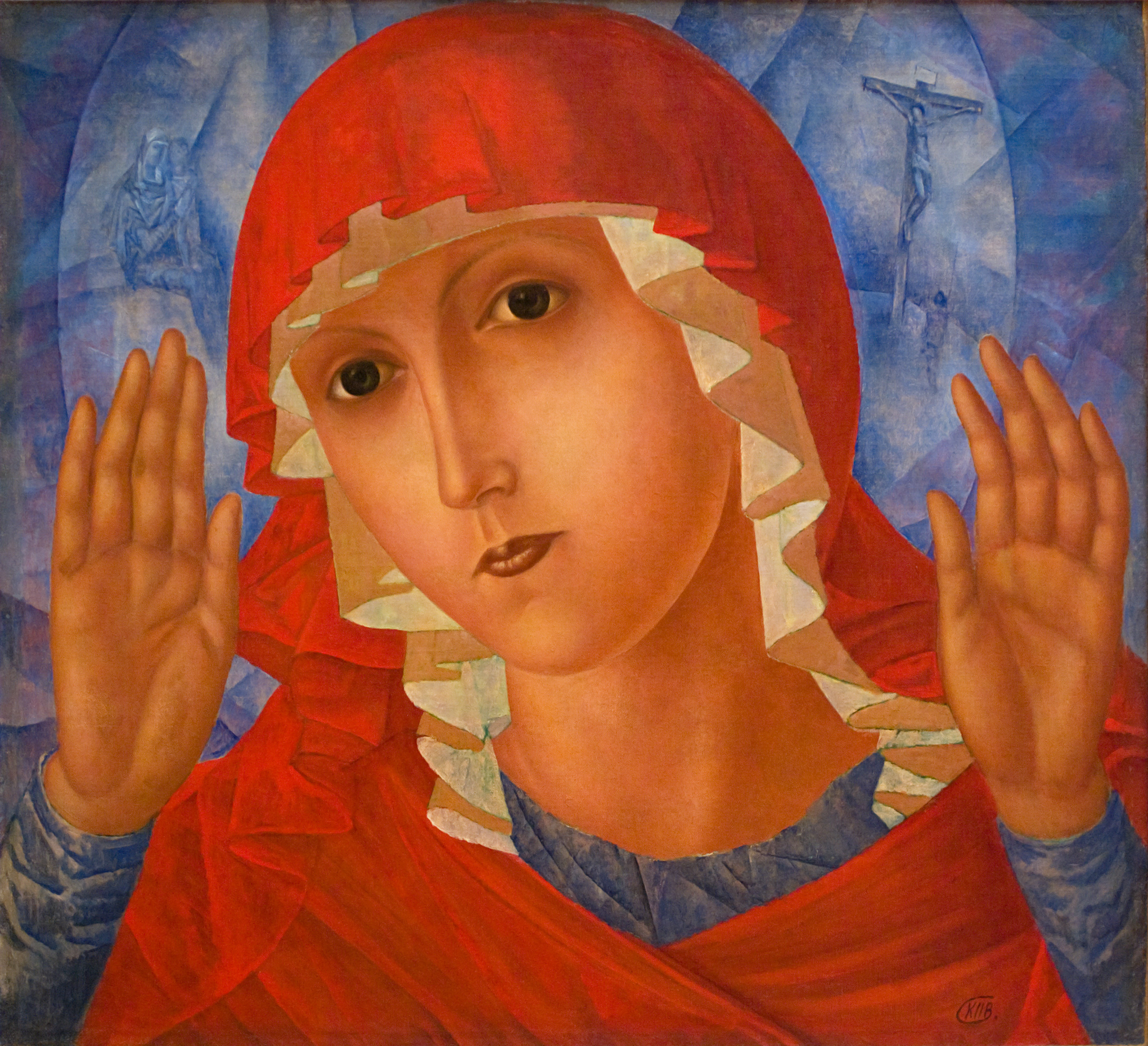
К. С. Петров-Водкин. Богоматерь Умиление злых сердец. 1914—1915 года. Холст, масло. Государственный Русский музей, Санкт-Петербург